# Emerita austroafricana
Emerita austroafricana is een tienpotigensoort uit de familie van de Hippidae. De wetenschappelijke naam van de soort is voor het eerst geldig gepubliceerd in 1937 door Schmitt.